# آیمرسلبن
آیمرسلبن (به آلمانی: Eimersleben) یک منطقهٔ مسکونی در آلمان است که در اینگرسلبن واقع شده‌است. آیمرسلبن ۴۸۰ نفر جمعیت دارد.